# 누리장나무
누리장나무(Clerodendrum trichotomum)는 꿀풀과의 잎 지는 넓은잎 떨기나무이다. 한국 원산으로 전국 각지의 야트막한 산이나 바닷가, 계곡 등 어디서나 잘 자라며 일본과 중국에도 서식한다. 잎과 줄기 등 나무 전체에서 누린내가 나서 누리장나무라 부른다. 달리 부르는 이름이 개똥나무, 누린내나무이다.

## 생태
나무 밑에서 줄기가 많이 갈라지며 키는 대개 2 미터 정도로 자라는데 간혹 5 미터에 이르는 것도 있다. 잎은 마주나고 넓은 달걀 모양이며 길이 8~20 센티미터, 너비 5~10 센티미터쯤 된다. 약초명이 취오동(臭梧桐)이듯 잎이 오동나무처럼 크다. 끝이 뾰족하고 가장자리는 밋밋하거나 가끔 큰 톱니가 있으며 양면에 털이 난다. 흰색 꽃이 8~9월에 가지 끝의 취산꽃차례에서 모여 핀다. 꽃부리는 다섯 개로 갈라지며 암술과 수술이 밖으로 길게 나온다. 꽃받침은 붉은 기가 돈다. 10월에 여는 열매는 핵과로 지름 6~8 밀리미터 정도이며 푸르스름한 보라색이다. 붉은 꽃받침에 싸여 있어 색 대비가 강렬하다.

## 사진

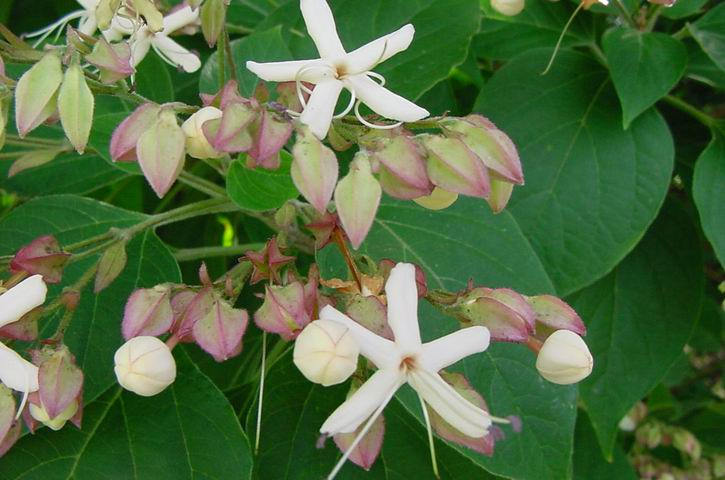
꽃
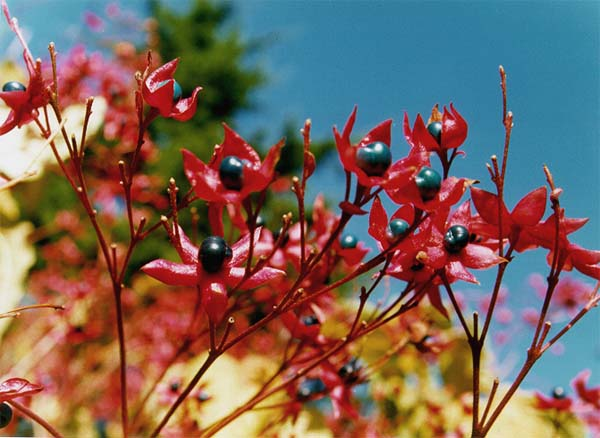
열매
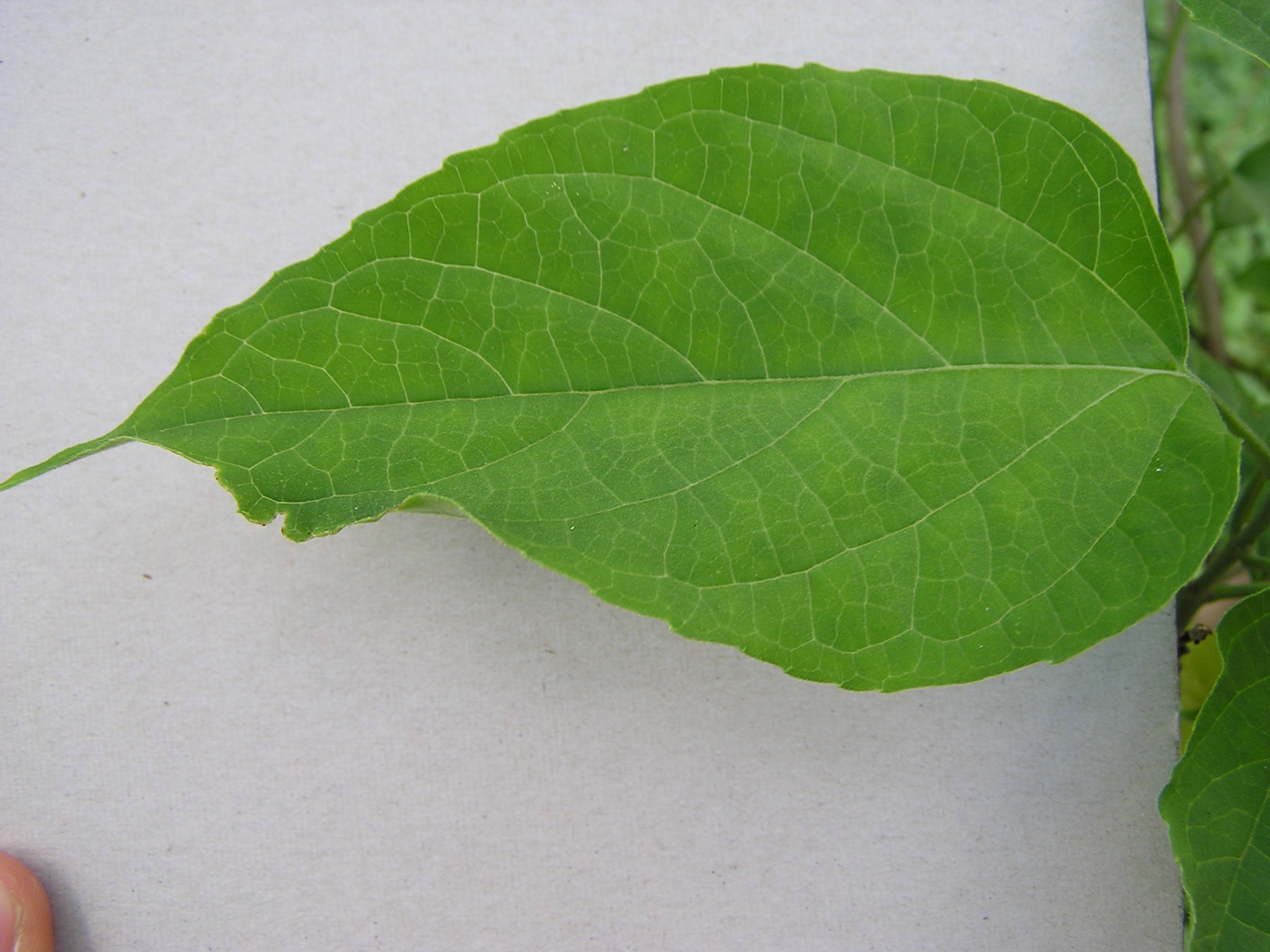
잎

## 참고 문헌
- 윤주복 (2004). 《나무 쉽게 찾기》. 진선출판사. ISBN 978-89-7221-414-4.
- 김용식; 송근준; 안영희; 오구균; 이경재; 이유미 (2000). 《조경수목 핸드북》. 광일문화사. ISBN 89-85243-25-X.
- 고경식; 김윤식 (1988). 《원색한국식물도감》. 아카데미서적.